# Marianne träumt
Marianne träumt (englischer Originaltitel Marianne Dreams) ist ein Kinder-Fantasyroman der britischen Autorin Catherine Storr, der im Jahr 1958 mit Illustrationen von Marjorie-Ann Watts beim Verlag Faber & Faber veröffentlicht wurde. Die deutsche Erstausgabe in einer Übersetzung von Christa Mitscha-Märheim erschien 1986 beim Ueberreuther Verlag. Storrs später erschienener Roman Marianne and Mark ist ein Sequel zu Marianne Dreams.

## Inhalt
Marianne ist ein junges Mädchen, das durch eine lang andauernde Krankheit ans Bett gefesselt ist. Sie zeichnet ein Bild, um ihre Zeit zu verbringen, und stellt fest, dass sie ihre Träume in dem Bild, das sie gezeichnet hat, verbringt. Je mehr Zeit vergeht, wird sie immer kränker, und fängt an, mehr und mehr Zeit in ihrer Fantasiewelt gefangen zu verbringen. Ihre Versuche, die Dinge mittels der Zeichnung zu verbessern, verschlimmert ihre Lage jedoch. Ihr einziger Begleiter in ihrer Traumwelt ist ein Junge namens Mark, den auch eine langandauernde Invalidität in der realen Welt hält.

## Rezeption
Victoria Neumark schreibt in ihrer Buchrezension: „Das Buch spielt mit dem Übergang zwischen Phantasie und Realität, zwischen Vorstellungskraft und Handlungsfähigkeit. Befindet sich Mark in Mariannes Traum oder sie in seinem? Oder beides? Wie kann sich ein Kind von destruktiven Phantasien befreien? Die Antworten regen zum Nachdenken an.“

## Referenzen
Marianne träumt ist in dem literarischen Nachschlagewerk 1001 Kinder- und Jugendbücher – Lies uns, bevor Du erwachsen bist! für die Altersstufe 12+ Jahre enthalten.

## Ausgaben
- Marianne Dreams. Faber & Faber, UK 1958 (englisch).[3]
- Marianne Dreams. Puffin Books, UK 1964 (englisch, Taschenbuch).
- Marianne träumt. Carl Ueberreuther, Wien 1986.[4]

## Film-, Fernseh- und Theateradaptionen
Marianne Dreams war die Grundlage von mehreren Film-, Fernseh- und Radio-Adaptionen, einschließlich der Kinder-Fernsehserie Escape into Night des britischen Senders ITV aus dem Jahr 1972 (welche ziemlich nahe an der Vorlage blieb) und dem britischen Horrorfilm Paperhouse – Albträume werden wahr (Regie: Bernhard Rose) aus dem 1988 (der weniger werktreu war).
Storr selbst adaptierte den Roman als Opernlibretto im Jahr 1999: Die erste Aufführung der Oper Marianne Dreams fand 2004 mit der Musik des britischen Komponisten Andrew Lowe Watson statt.
Will Tuckett führte eine neue Adaption von Moira Buffini am Almeida Theatre in London Dezember 2007 auf.